# Doctor Coss
Doctor Coss är en kommun i Mexiko.   Den ligger i delstaten Nuevo León, i den centrala delen av landet, 700 km norr om huvudstaden Mexico City.
Följande samhällen finns i Doctor Coss:
- Cantú
- Francisco I. Madero
- El Brasil